# عبدالله عبدالقادر (دونده)
عبدالله عبدالقادر (عربی: عبدالله عبد القادر؛ زادهٔ ۱۲ سپتامبر ۱۹۸۸) دونده دو نیمه‌استقامت اهل سودان است.
وی در مسابقات کشوری و بین‌المللی در مجموع برندهٔ ۱ مدال طلا شده است.